# 灰分检测
灰分指在分析化學或生物材料定性分析中，化學分析之前為了預先濃縮微量物質，通過高溫灼燒等手段，使有機成分逸散得到的殘留物。灰分一定是某种物质中的固体部分而非气体或液体部分，做為該物質中无机物含量的標示。灰分檢測旨在測量物質中灰分的含量，比如在食品科學中，食品可被檢測總灰分（或粗灰分）、水溶性灰分、水不溶性灰分、酸溶性灰分、酸不溶性灰分等。
煤灰分检测
煤灰分是指煤在规定条件下完全燃烧后剩下来的残渣。这些残渣绝大部分来自煤中的矿物质。煤中矿物质来源主要有三种：
- 原生矿物质--生成煤植物中所含的无机元素
- 次生矿物质--煤形成过程中混入的或与煤伴生的矿物质
- 外来矿物质--煤炭开采和加工处理中混入的矿物质

煤灰分检测是煤工业分析的重要内容之一，灰分含量是判斷煤品質的重要指標。
煤灰分检测方法
1. 缓慢灰化法（仲裁法）：灰皿——新灰皿灼烧至质量恒定，存放在干燥器中；称样——分析煤样（1±0.1)g，称准到0.0002g，均匀地摊平在灰皿中，使其每平方厘米的质量不超过0.15g；灰化——将灰皿送入＜100℃的马弗炉恒温区中，炉门留有15mm左右的缝隙，缓慢升温至500 ℃（30min以上），保持30min，继续升温到（815±10） ℃，灼烧1h；冷却——取出灰皿，放在耐热瓷板或石棉板上，在空气中冷却5min左右，移入干燥器中冷却至室温（约20min）；称量；检查性灼烧，时间每次20min，温度815±10℃，终止条件为连续两次灼烧后的质量变化不超过0.0001g，灰分＜15 ％时，不必进行检查性灼烧；结果计算：以最后一次灼烧后的质量为计算依据。
2. 马弗炉法：升温——马弗炉加热到850 ℃；灰皿——新灰皿要灼烧至质量恒定，灰皿放在干燥器中；称样——分析煤样（1±0.1)g；称准到0.0002g，均匀地摊平在灰皿中，使其每平方厘米的质量不超过0.15g；灰化——灰皿缓慢推入马弗炉，先使第一排灰皿中的煤样灰化，待（5～10）min后煤样不在冒烟，以不大于2cm／min的速度把其余各排灰皿顺序推入炽热部分（若煤样着火发生爆燃，试验应作废）；灼烧——关上炉门并留有15mm左右的缝隙，灼烧40min;冷却——取出灰皿，放在耐热瓷板或石棉板上，在空气中冷却5min左右，移入干燥器中冷却至室温（约20min ）；称量；检查性灼烧——同缓慢灰化法。

结果计算：Aad=m1/m×100% 
- Aad——空气干燥基灰分的质量分数，％
- m——称取的一般分析试验煤样的质量，单位为克（g）

- m1——灼烧后残留物的质量，单位为克（g）